# ヴォー＝アン＝ヴラン
ヴォー＝アン＝ヴラン （Vaulx-en-Velin）は、フランス、オーヴェルニュ＝ローヌ＝アルプ地域圏、メトロポール・ド・リヨンの都市。リヨン北東部の郊外コミューンで、ブロンやデシーヌ＝シャルピュー同様レスト・リヨネーズと呼ばれるコミューン群に含まれる。

## 由来
ヴォー＝アン＝ヴランの語源は明らかでない。ラテン語の語句Valles in Vellenoは、『ヒツジのいる谷』または『ヒツジのいる低地』を意味する（ラテン語のvellusはヒツジを意味する）。ヴランの名称は、中世初頭までこの一帯を覆っていた広大な森に生まれた、農村地帯を想起させる。18世紀末に作成されたカッシーニ地図においては、Veaux en Velinと記されていた。

## 歴史
ヴォー＝アン＝ヴランの名が最初に記されたのは1225年である。しかし、ヴァルド派の創始者ピエール・ヴァルドーがヴォー＝アン＝ヴラン近郊で生まれたのは1140年頃と見られる。ヴォー＝アン＝ヴランはドーフィネに属し、フランス王国に併合されたのは1349年であった。
1790年、イゼール県のコミューンとなる。1852年、ローヌ県に併合された。ヴォー＝アン＝ヴランの歴史は繰り返されるローヌ川の洪水と、湿地の開拓との戦いであった。
1905年、電気がコミューンに引かれた。1929年のコミューン選挙ではフランス共産党が勝利し、以後第二次世界大戦期を除いて共産党や左翼が議会主流を占める。
1950年代から1960年代にかけて進められた都市開発地帯（ZUP）によって、人口が急激に増加した。工業地帯を擁する工業都市である一方、ヴォー＝アン＝ヴランはベッドタウンでもある。

## 交通
- 鉄道 - メトロ・リヨン、ヴォー＝アン＝ヴラン-ル・ソワ駅

## 姉妹都市
- アルティク（英語版）、アルメニア
- ベーレン、ドイツ
- モンテドーロ、イタリア
- オルシャ、ベラルーシ
- ル・ポール、フランス
- セバコ、ニカラグア
- シェラグア、アルジェリア
- ベイト・サフール、パレスチナ

## 出身者
- ジュニア・サンビア - サッカー選手